# 茉莉花 (民謡)
茉莉花（まつりか） は中国の民謡の一つ。

## 概要
中国の民謡の中でも、特に広く流布し愛唱されている。作者は不明であるが、清朝乾隆帝の時期には江蘇省あたりで歌われていたといわれる。当時の題名は「鮮花調」といった。歌詞や旋律はバリエーションに富み、曲名も一定しなかった。1957年に南京前線歌舞団が整理したあと、曲名は「茉莉花」に統一され、今に伝わる。また京劇はじめ、中国各地の伝統劇では、茉莉花の曲が「打花鼓」「花鼓調」として歌われる。
プッチーニのオペラ『トゥーランドット』でも使用された。また1999年のマカオ返還式典でも演奏された。最近ではヨーヨー・マや『女子十二楽坊』による演奏が知られる。
2004年アテネオリンピックの閉会式で、次の夏季オリンピックの紹介の時に、中国人少女がこの歌を歌い、全世界に放送されて注目を集めた。  2008年北京オリンピックのメダル授与式のテーマとして、中国出身の音楽家、譚盾がこの曲を古代の編鐘や石琴と共に演奏するよう編曲し、使用された。
日本の小学校から高等学校で使用されている音楽の教科書にも載っている。歌詞は、「最近よく歌われている歌詞」で、「好一朵美麗的茉莉花」と入っているものである。（アテネ・オリンピック閉会式で歌われたものと同じである）

## 日本への伝来

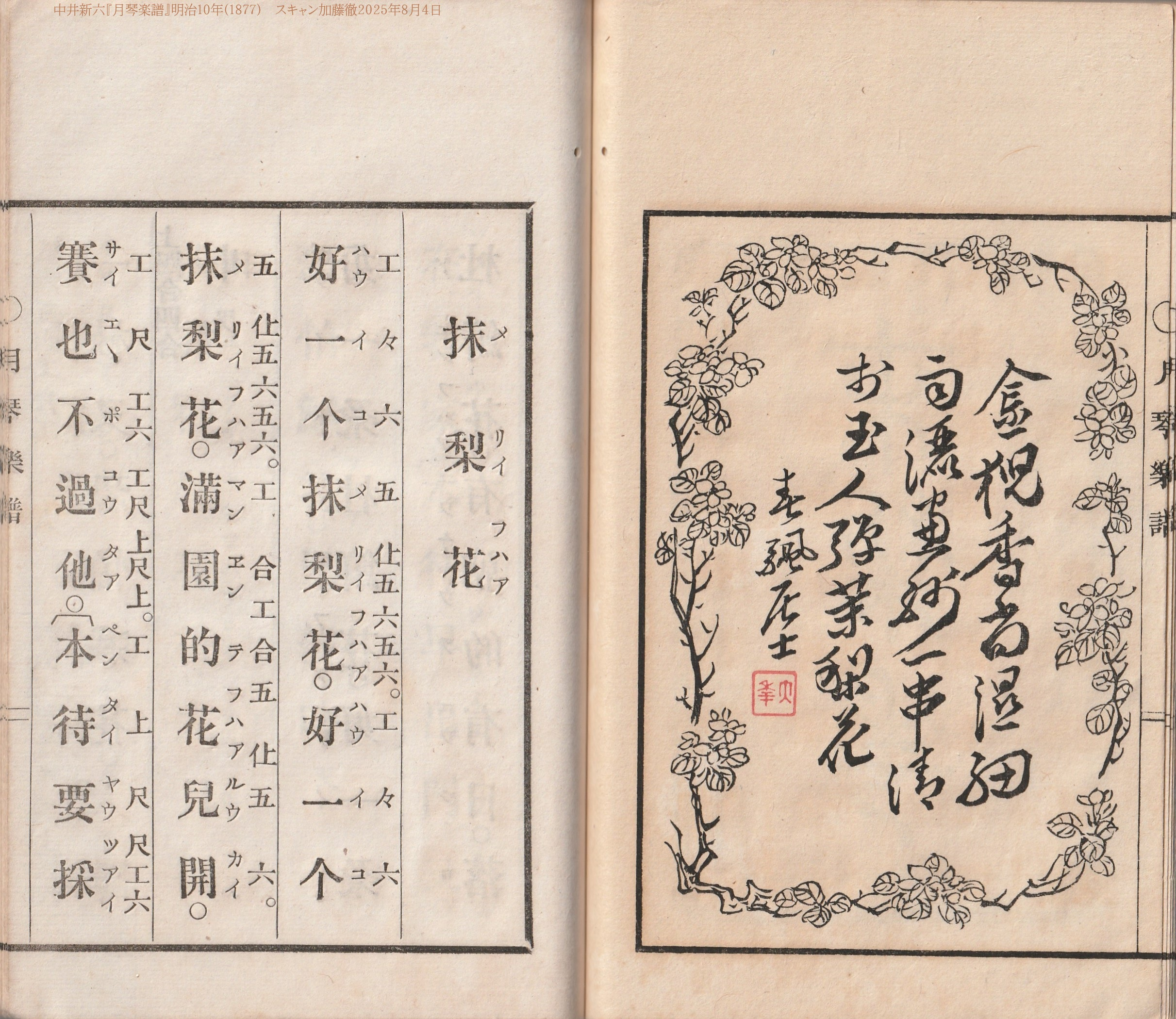
中井新六『月琴楽譜』(1877)より

茉莉花の曲は、江戸時代以来、日本でも歌われてきた。そのためか、ヨーゼフ・シュトラウスの『日本行進曲』にも旋律の一部が採り入れられている。清の時代に長崎経由で伝わった清楽(しんがく)の古いバージョンと、沖縄で現地化したバージョン、現代中国からあらためて伝わった新しいバージョンの3種類がある。
江戸時代に伝わった古い「茉莉花」は、西廂記の物語をふまえた長い歌詞をもつ歌である。大田南畝の「杏園間筆」には享和3年(1803)に長崎で筆録した小曲「文鮮花」(「茉莉花」のバリエーションの一つ)が収録されており、また、天保3年(1831)ごろの『花月琴譜』(清楽の現存最古の楽譜)にも「含艶曲」というタイトルで「茉莉花」の曲が収録されている。清楽においてはタイトル表記の揺れが大きく、「抹梨花」などの誤記も多い。江戸から明治にかけての日本では、原曲を中国語の歌詞のまま歌ったほか、原曲の旋律を借りて日本語の歌詞をつけた「水仙花」「紫陽花」などの曲もある。清楽の「茉莉花」の曲は、福建バージョンに近い。
また沖縄県の中城村に伝わる芸能「伊集の打花鼓」は、琉球王国時代に伝わった中国劇「打花鼓」が土着化したもので、茉莉花の曲も「打花鼓の歌」として歌われるが、村人が先祖代々、中国語の歌詞の意味を知らぬまま口承で伝えてきたため、歌詞の発音も旋律も中国の原曲とかなり違ってしまっている。

## 歌詞

### 『茉莉花』（正調）
好一朵茉莉花，好一朵茉莉花，
滿園花開香也香不過她，
我有心採一朵戴，又怕看花的人兒罵。
好一朵茉莉花，好一朵茉莉花，
茉莉花開雪也白不過她，
我有心採一朵戴，又怕旁人笑話。
好一朵茉莉花，好一朵茉莉花，
滿園花開比也比不過她，
我有心採一朵戴，又怕來年不發芽
（日本語訳）
きれいな茉莉花、きれいな茉莉花
庭中に咲いたどの花も　その香りにはかなわない
一つとって飾りたいけれど　怒られてしまうかしら
きれいな茉莉花、きれいな茉莉花
雪よりも白く咲いた茉莉花
一つとって飾りたいけれど　笑われてしまうかしら
きれいな茉莉花、きれいな茉莉花
庭中に咲いたどの花も　その美しさにはかなわない
一つとって飾りたいけれど　来年芽が出なくなってしまったらどうしましょう

### 『茉莉花』（『鮮花調』）
好一朵茉莉花，好一朵茉莉花，
滿園花香香也香不過她；
奴有心采一朵戴，又怕來年不發芽；
好一朵金銀花，好一朵金銀花，
金銀花開好比勾兒牙；
奴有心采一朵戴，看花的人兒要將我罵；
好一朵玫瑰花，好一朵玫瑰花，
玫瑰花開碗呀碗口大；
奴有心采一朵戴，又怕刺兒把手扎。
（日本語訳）
きれいな茉莉花　きれいな茉莉花
庭中に咲いたどの花も　その香りにはかなわない
一つとって飾りたいけれど　来年芽が出なくなってしまったらどうしましょう
きれいなスイカズラ　きれいなスイカズラ
鉤爪のようなスイカズラ
一つとって飾りたいけれど　怒られてしまうかしら
きれいなバラ　きれいなバラ
お椀のような大輪の花
一つとって飾りたいけれど　指を刺されてしまうかしら

### 『茉莉花』（最近よく歌われている歌詞）
好一朵美麗的茉莉花，好一朵美麗的茉莉花，
芬芳美麗滿枝椏，又香又白人人誇；
讓我來將你摘下，送給別人家；
茉莉花呀茉莉花，
（日本語訳）
一輪のきれいな茉莉花　一輪のきれいな茉莉花
香しく満開にきれいに咲き誇る枝　より白く香る花を人々は讃える
枝を手折って　誰かにあげたい
茉莉花よ　茉莉花

### 『含艶曲』（江戸時代の日本に伝わった歌詞）
好一個抹梨花、好一個抹梨花、
満園的花児開、賽也不過他。
本待的一枝、又恐怕裁花人罵呀。
好一朶杜鮮花、好一朶杜鮮花、
有朝的有日落在我家。
本待早出門、又恐怕鮮花那児落呀。

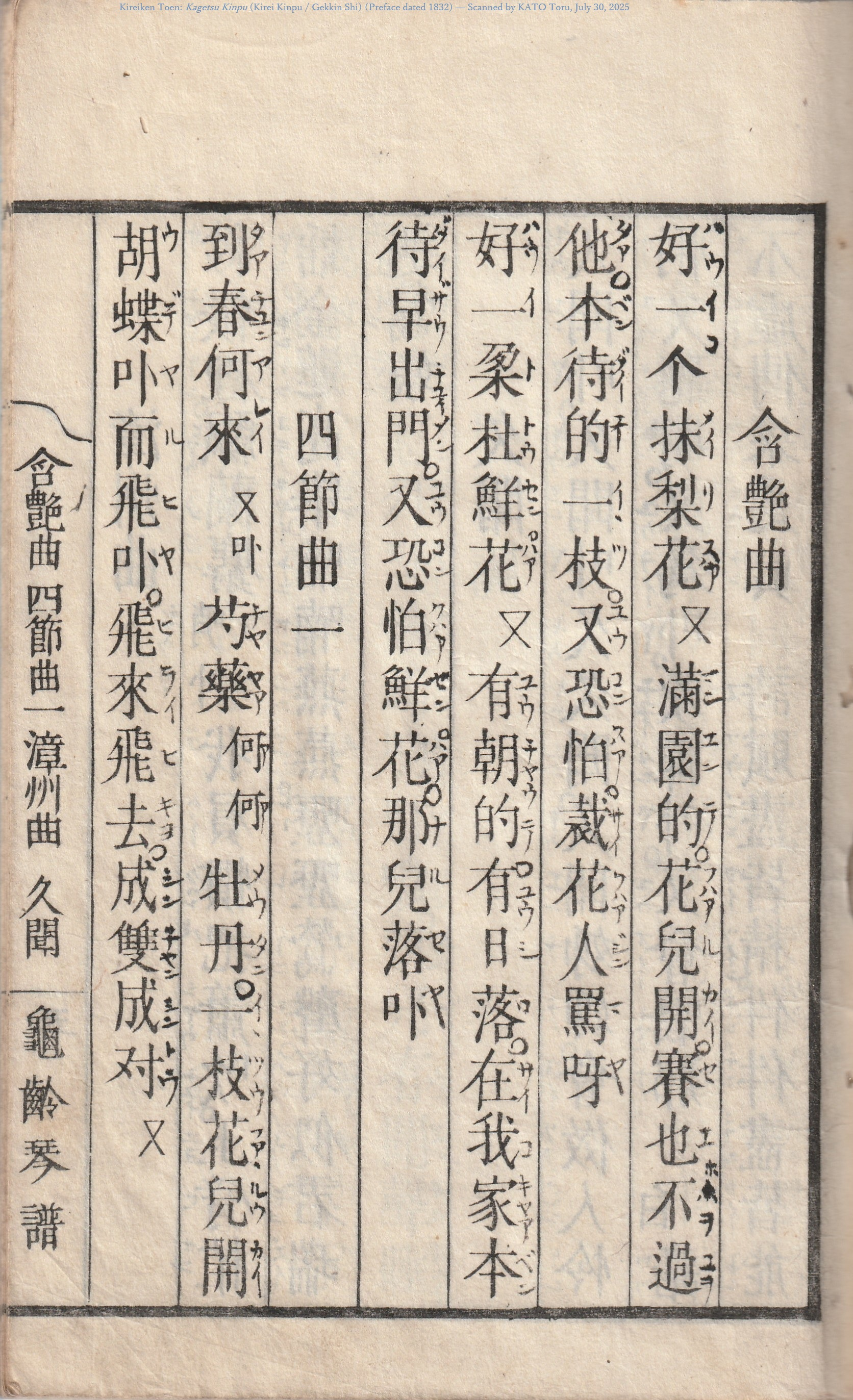
亀齢軒斗遠『花月琴譜(亀齢琴譜/月琴詞)』(1832年序)。墨の手書きで発音が書き込まれている

※江戸時代から明治時代にかけて日本で流行した清楽の「茉莉花」の歌詞の字句は、本によって細かい違いがある。